# Clout
Clout was een Zuid-Afrikaanse rockband bestaande uit vijf vrouwen. Ze waren actief tussen 1977 en 1981 en scoorden voornamelijk met covers; hun grootste hit was Substitute. 

## Geschiedenis
Ze debuteerden met hun versie van Russ Ballards Since You've Been Gone.
Substitute was een cover van een onbekend nummer van de Righteous Brothers. In Nederland was de plaat op donderdag 6 april 1978 TROS Paradeplaat op Hilversum 3 en werd mede hierdoor een grote hit in de destijds drie hitlijsten op de nationale popzender. De plaat bereikte de 4e positie in de op 1 juni 1978 gestarte TROS Top 50. In de Nederlandse Top 40 en de Nationale Hitparade bereikte de plaat de 2e positie. In de op Hemelvaartsdag 1976 gestarte  Europese hitlijst op Hilversum 3, de TROS Europarade, werd eveneens de 4e positie bereikt.
In België bereikte de plaat in juni 1978 de nummer 1-positie in de  Vlaamse Radio 2 Top 30 en de 2e positie in de Vlaamse Ultratop 50.
Een versie van de single werd in de Verenigde Staten ook opgenomen door Gloria Gaynor, maar de diskjockeys prefereerden de B-kant van die single (I Will Survive) en "Substitute" werd daar voor Gaynor geen hit, en voor Clout slechts een heel kleine hit met slechts de 67e positie in de Billboard Hot 100. 
In Nederland was  Save Me op vrijdag 6 april 1979 de 488e Veronica Alarmschijf op Hilversum 3 en bereikte de 9e positie in de Nederlandse Top 40, de 6e positie in de Nationale Hitparade en de 7e positie in de TROS Top 50.
Portable Radio, oorspronkelijk opgenomen door Hall & Oates, was in 1981 de laatste single, maar behaalde in Nederland de destijds 3 hitlijsten op Hilversum 3 niet. Ook in België werden de beide Vlaamse hitlijsten niet bereikt.
Leadzangeres Cindy Alter treedt tegenwoordig op met de Schotse gitarist/zanger Stuart Irving in de Alter Irving Band.

## Bezetting
- Glenda Hyam - zang, toetsen
- Lee Tomlinson - bas, zang
- Ingrid Herbst - drums, zang
- Cindy Alter - leadzang, gitaar
- Jenni Garson - gitaar, zang
- Ron Brettell - toetsen
- Sandy Robbie - gitaar
- Gary van Zyl - bas

## Discografie

### Albums
| Album met eventuele hitnotering(en) in de Nederlandse Album Top 100 | Datum van verschijnen | Datum van binnenkomst | Hoogste positie | Aantal weken | Opmerkingen                                     |
| ------------------------------------------------------------------- | --------------------- | --------------------- | --------------- | ------------ | ----------------------------------------------- |
| Substitute                                                          | 1978                  | 12-05-1979            | 46              | 1            |                                                 |
| Six of the Best                                                     | 1979                  | -                     | -               | -            |                                                 |
| A Threat and a Promise                                              | 1980                  | -                     | -               | -            |                                                 |
| 1977 to 1981                                                        | 1981                  | -                     | -               | -            | Verzamelalbum                                   |
| Substitute                                                          | 1992                  | -                     | -               | -            | Verzamelalbum (alleen in Nederland uitgebracht) |
| 20 Greatest Hits                                                    | 2003                  | -                     | -               | -            | Verzamelalbum                                   |
| Since We've Been Gone                                               | 2005                  | -                     | -               | -            |                                                 |

### Singles
| Single met eventuele hitnotering(en) in de Nederlandse Top 40 | Datum van verschijnen | Datum van binnenkomst | Hoogste positie | Aantal weken | Opmerkingen                                                                               |
| ------------------------------------------------------------- | --------------------- | --------------------- | --------------- | ------------ | ----------------------------------------------------------------------------------------- |
| Substitute                                                    | 1977                  | 15-04-1978            | 2               | 14           | Nr. 2 in de Single Top 100 / TROS Paradeplaat / Cover van The Righteous Brothers uit 1975 |
| Since You've Been Gone                                        | 1978                  | -                     | -               | -            | Cover van Russ Ballard uit 1976, in 1980 gecoverd door Rainbow                            |
| You've Got All of Me                                          | 1978                  | 11-11-1978            | 23              | 5            | Nr. 17 in de Single Top 100                                                               |
| Let It Grow                                                   | 1978                  | -                     | -               | -            |                                                                                           |
| Save Me                                                       | 1978                  | 14-04-1979            | 9               | 9            | Nr. 6 in de Single Top 100 / Veronica Alarmschijf                                         |
| Under Fire                                                    | 1979                  | 08-09-1979            | 36              | 3            | Nr. 26 in de Single Top 100                                                               |
| Oowatanite                                                    | 1979                  | -                     | -               | -            |                                                                                           |
| Portable Radio                                                | 1980                  | -                     | -               | -            | Cover van Daryl Hall & John Oates uit 1979                                                |
| The Best of Me                                                | 1980                  | -                     | -               | -            |                                                                                           |
| Wish I Were Loving You                                        | 1981                  | -                     | -               | -            |                                                                                           |

### NPO Radio 2 Top 2000
| Nummer met noteringen in de NPO Radio 2 Top 2000 | '99  | '00  | '01  | '02  | '03  | '04  | '05  | '06  | '07 | '08  | '09  |
| ------------------------------------------------ | ---- | ---- | ---- | ---- | ---- | ---- | ---- | ---- | --- | ---- | ---- |
| Substitute                                       | 1457 | 1003 | 1323 | 1246 | 1788 | 1416 | 1729 | 1889 | -   | 1868 | 1728 |

1. ↑  Een '-' betekent dat het nummer niet was genoteerd en een vetgedrukt getal geeft de hoogste notering aan.
2. ↑  Deze tabel is bijgewerkt tot en met de laatste editie (2024).